# Rada Gospodarcza i Społeczna Organizacji Narodów Zjednoczonych

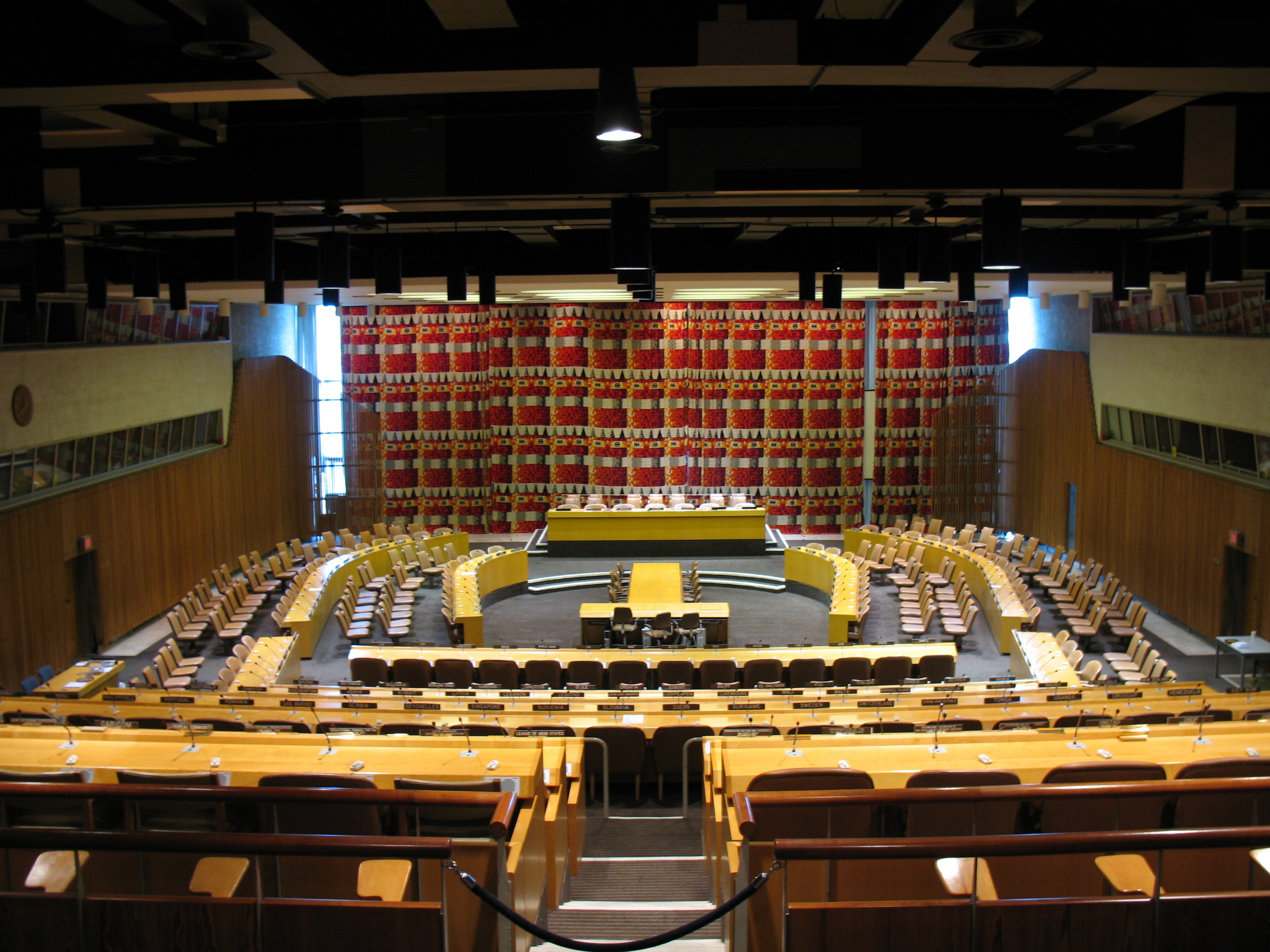
Sala posiedzeń Rady Gospodarczej i Społecznej w siedzibie ONZ w Nowym Jorku

Rada Gospodarcza i Społeczna Organizacji Narodów Zjednoczonych (ang. United Nations Economic and Social Council) – jeden z sześciu organów głównych Organizacji Narodów Zjednoczonych.
Tworzy ją 54 członków (do roku 1965 18, do 1973 – 27 członków) wybieranych przez Zgromadzenie Ogólne ONZ na trzyletnią kadencję. Obraduje w Genewie oraz w Nowym Jorku. Polska ostatnio była członkiem Rady 1 stycznia 2008 roku i swoją kadencję skończyła 31 grudnia 2010 roku.
Rada zajmuje się sprawami gospodarczymi, społecznymi i kulturalnymi, prawami człowieka, przygotowuje projekty umów międzynarodowych, ustala wytyczne dla organów pomocniczych (regionalne komisje gospodarcze i komisje funkcjonalne) i wyspecjalizowanych agencji, jak np. UNICEF czy UNGEGN. Uchwały Rady Gospodarczej i Społecznej są podejmowane zwykłą większością głosów.
W szczególności ECOSOC jest odpowiedzialna za:
- wspieranie wyższych standardów życia, pełnego zatrudnienia oraz postępu ekonomicznego i społecznego
- znajdowanie rozwiązań międzynarodowych problemów ekonomicznych, społecznych i zdrowotnych
- ułatwianie międzynarodowej współpracy w obszarze kultury i edukacji
- propagowanie powszechnego poszanowania praw człowieka i podstawowych wolności

Rada ma prawo do inicjowania i przeprowadzania badań oraz wydawania raportów na powyższe tematy. Współorganizuje także międzynarodowe konferencje dotyczące tematyki ekonomiczno-społecznej i problematyki powiązanej.